# باربرا بودين
باربرا بودين (بالإنجليزية: Barbara Bodine) (و. 1948 – م)هي دبلوماسية من الولايات المتحدة الأمريكية . ولدت في سانت لويس، ميزوري .تولت منصب سفراء الولايات المتحدة الأمريكية في اليمن منذ 7 نوفمبر 1997 حتى 30 أغسطس 2001.